# کوتوپاکسی (کلرادو)
کوتوپاکسی (به انگلیسی: Cotopaxi) یک منطقهٔ مسکونی در ایالات متحده آمریکا است که در شهرستان فرمونت، کلرادو واقع شده‌است. کوتوپاکسی ۰٫۸۱ کیلومتر مربع مساحت و ۴۷ نفر جمعیت دارد و ۱٬۹۳۹ متر بالاتر از سطح دریا واقع شده‌است.